# Yvette (boot)

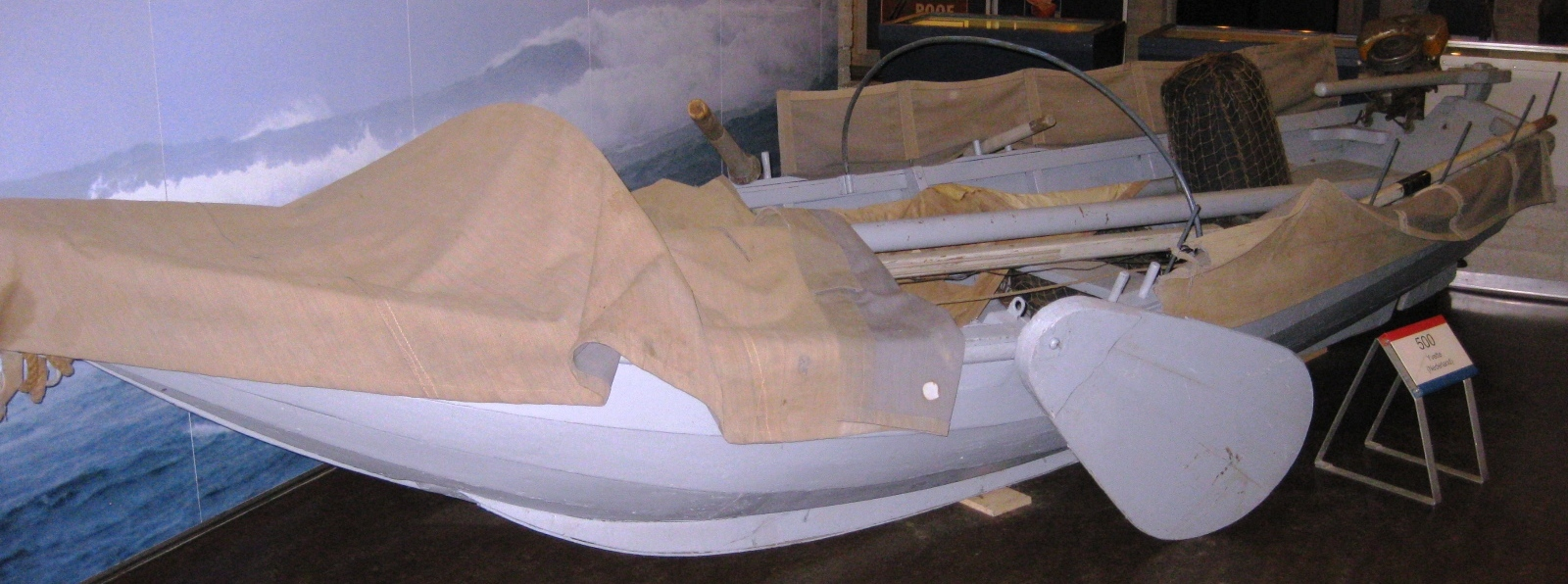
De Yvette in Oorlogsmuseum Overloon, na de restauratie

De Yvette is een grijsgeschilderde houten vlet waarmee tijdens de Tweede Wereldoorlog vijf mensen naar Engeland zijn gevaren. De Yvette is, naast de incomplete kano van de gebroeders Peteri, de enige door Engelandvaarders gebruikte boot die bewaard is gebleven. Het vaartuig wordt sinds 1964 geëxposeerd in Oorlogsmuseum Overloon.
De Yvette is 5,50 meter lang en heeft een platte bodem, zwaarden en een mast met een gaffeltuig. Zij werd zeewaardig gemaakt door Pieter Barends (1900-1947). In de lente van 1941 moesten de inwoners van Den Helder vertrekken om ruimte te maken voor de Kriegsmarine. Eerst verhuisde Barends met vrouw en zoontje naar een huisje bij de duinen en niet veel later naar Krommenie. Daar 'knutselde' hij aan bootjes, niet alleen aan de Yvette maar ook aan een jol voor Bob Gazan en Jan Robert Kievits uit het Gooi. Door zijn vroegere werk had hij goede contacten om aan zeildoek en ander materiaal te komen.
1943
Op 29 april 1943 werd de Yvette door schipper Kees Koole en zijn schip, de Nooit Volmaakt, via de Schie en over de Brielse Maas naar een kreek bij Brielle gebracht. Aan boord had hij Engelandvaarders Hein Kaars Sijpesteijn, Jan Bartlema en zijn vrouw Yvette Bartlema-Sanders, Hein Louwerse en Henning Meyer, met hulp van Kees Koole, verstopt onder aardappelzakken. Zij stapten in de Yvette, roeiden naar zee, deden de motor, zeilden een stuk en bereikten op 2 mei de Engelse kust. Daar werden ze opgemerkt door een konvooi. Ze streken hun zeil en hesen de Nederlandse vlag. Het konvooi bleek uit Engelse schepen te bestaan. Ze werden aan boord genomen en werden bij Sheerness aan wal gezet.
1953
De Yvette heeft weer dienstgedaan tijdens de watersnood van 1953.
1964
In 1964 werd de Yvette gerestaureerd en sindsdien wordt het vaartuig tentoongesteld in het Nederlands Nationaal Oorlogs- en Verzetsmuseum Overloon in Overloon.

## Yvette II
Ton Koole, de zoon van Kees Koole, financierde het maken van een kopie van de Yvette en hielp met het restaureren van de Nooit Volmaakt. Het was de bedoeling dat drie kleinkinderen van de oorspronkelijke passagiers met twee redacteuren van de Telegraaf en de voorzitter van het V fonds, Robert Croll, in april 2014 met de Yvette II naar Engeland zouden oversteken, als eerbetoon aan de voormalige Engelandvaarders. Het bootje werd in Wormerveer gebouwd door Bart Jan Bats. De Zr. Ms. Urania, een zeilend opleidingsschip van de Koninklijke Marine, ging als begeleiding mee.
De Yvette II werd bij Navilex in Loosdrecht te water gelaten; de eerste proefvaart vond eind maart plaats. De Yvette is getuigd met een 12 m² zeil van de sharpie 129 van Cor van Wijk en kreeg voor de overtocht een oude 6 pk Archimedesmotor.
Na nog enkele proefvaarten werd de Yvette II naar Hellevoetsluis gebracht waar zij op 17 april mogelijk zou vertrekken. Ook de gerestaureerde Nooit Volmaakt lag aan de kade. Er stond echter windkracht 5 en er werd op een beter moment gewacht. Op maandag 21 april, tweede paasdag, vertrok de Yvette II en woensdag 23 april kwam zij behouden in Ramsgate aan.
1. ↑  museum.nl
2. ↑  youtube.com